# Hamburger Badmintonmeisterschaft
Hamburger Badmintonmeisterschaften werden seit der Saison 1955/56 ausgetragen. Sie stellten in den ersten Jahren die zweithöchste Meisterschaftsebene im Badminton in Deutschland dar und waren die direkte Qualifikation für die deutschen Meisterschaften. Mit der Einführung der Norddeutschen Badmintonmeisterschaften in der Saison 1961/62 wurden die Titelkämpfe um eine Ebene tiefergestellt. 

## Titelträger
| Saison    | Herreneinzel                         | Dameneinzel                           | Herrendoppel                                                          | Damendoppel                                                               | Mixed                                                                    |
| --------- | ------------------------------------ | ------------------------------------- | --------------------------------------------------------------------- | ------------------------------------------------------------------------- | ------------------------------------------------------------------------ |
| 1956 1983 | keine Daten                          | keine Daten                           | keine Daten                                                           | keine Daten                                                               | keine Daten                                                              |
| 1984      |                                      |                                       |                                                                       | Ingra Holtz (VfL 93 Hamburg) Angela Krüger (VfL 93 Hamburg)               |                                                                          |
| 1985      |                                      |                                       |                                                                       | Ingra Holtz (VfL 93 Hamburg) Angela Krüger (VfL 93 Hamburg)               |                                                                          |
| 1986      | Rolf Aurin (SV Blankenese)           | Ulrike Scheunemann (SV Blankenese)    | Rolf Aurin (SV Blankenese) Christian Ahlers (FTSV Elmshorn)           | Ingra Holtz (Hamburger SV) Angela Krüger (TSV Glinde)                     | Matthias Gerndt (SV Blankenese) Ingra Holtz (Hamburger SV)               |
| 1987      |                                      |                                       |                                                                       | Ingra Holtz (VfL 93 Hamburg) Angela Krüger (VfL 93 Hamburg)               |                                                                          |
| 1988      | Rolf Aurin (VfL 93 Hamburg)          |                                       |                                                                       | Ingra Holtz (VfL 93 Hamburg) Angela Krüger (VfL 93 Hamburg)               |                                                                          |
| 1989      | Rolf Aurin (VfL 93 Hamburg)          |                                       |                                                                       | Ingra Holtz (VfL 93 Hamburg) Angela Krüger (VfL 93 Hamburg)               |                                                                          |
| 1990      | Rolf Aurin (VfL 93 Hamburg)          | Katja Michalowsky (TSV Glinde)        | Johannes Tedjosantoso (VfL 93 Hamburg) Dino Omar (VfL 93 Hamburg)     | Ingra Holtz (VfL 93 Hamburg) Angela Krüger (VfL 93 Hamburg)               | Knut Eichhorn (SV Blankenese) Angela Krüger (VfL 93 Hamburg)             |
| 1991      | Rolf Aurin (VfL 93 Hamburg)          | Katja Michalowsky (TSV Glinde)        | Brunon Rduch (VfL 93 Hamburg) Frank Schröder (VfL 93 Hamburg)         | Ingra Drescher (VfL 93 Hamburg) Angela Steding (VfL 93 Hamburg)           | Rolf Aurin (VfL 93 Hamburg) Ingra Drescher (VfL 93 Hamburg)              |
| 1992 1994 | keine Daten                          | keine Daten                           | keine Daten                                                           | keine Daten                                                               | keine Daten                                                              |
| 1995      | Dariusz Zięba (TSV Glinde)           | Helle Ankjær Nielsen (VfL 93 Hamburg) | Jacek Hankiewicz (VfL 93 Hamburg) Christian Barthel (VfL 93 Hamburg)  | Helle Ankjær Nielsen (VfL 93 Hamburg) Aline Wagener (VfL 93 Hamburg)      | Christian Huth (VfL 93 Hamburg) Helle Ankjær Nielsen (VfL 93 Hamburg)    |
| 1996 1997 | keine Daten                          | keine Daten                           | keine Daten                                                           | keine Daten                                                               | keine Daten                                                              |
| 1998      | Edeeze Saha (TSV Glinde)             | Helle Ankjær Nielsen (VfL 93 Hamburg) | Jacek Hankiewicz (VfL 93 Hamburg) Christian Barthel (VfL 93 Hamburg)  | Helle Ankjær Nielsen (VfL 93 Hamburg) Kerstin Ubben (VfL 93 Hamburg)      | Jacek Hankiewicz (VfL 93 Hamburg) Kerstin Ubben (VfL 93 Hamburg)         |
| 1999      | Christian Barthel (VfL 93 Hamburg)   | Caroline Huhmann (Horner TV)          | Jacek Hankiewicz (VfL 93 Hamburg) Christian Barthel (VfL 93 Hamburg)  | Helen Vieweg (SSV Wichernschule) Bollinger (SSV Wichernschule)            | Jacob Brink Nielsen (Horner TV) Tanja Meier (TSV Glinde)                 |
| 2000 2003 | keine Daten                          | keine Daten                           | keine Daten                                                           | keine Daten                                                               | keine Daten                                                              |
| 2004      | Johannes Schöttler (VfL 93 Hamburg)  | Kirstin Töllner (SSV Wichernschule)   | Alex Schulz (SSV Wichernschule) Timo Waschke (SSV Wichernschule)      | Gitte Köhler (VfL 93 Hamburg) Helle Kicklitz (Horner TV)                  | Johannes Schöttler (VfL 93 Hamburg) Gitte Köhler (VfL 93 Hamburg)        |
| 2005      | Christian Barthel (VfL 93 Hamburg)   | Kirstin Töllner (SSV Wichernschule)   | Timo Waschke (SSV Wichernschule) Alex Schulz (SSV Wichernschule)      | Kirstin Töllner (SSV Wichernschule) Sarah Schran (SSV Wichernschule)      | Stephan Schütt (SSV Wichernschule) Kirstin Töllner (SSV Wichernschule)   |
| 2006      | Niclas Lelling (VfL 93 Hamburg)      | Caroline Huhmann (Horner TV)          | Alexander Schulz (SSV Wichernschule) Timo Waschke (SSV Wichernschule) | Tanja Bollinger (SSV Wichernschule) Katrin Hockemeyer (SSV Wichernschule) | Alexander Schulz (SSV Wichernschule) Tanja Bollinger (SSV Wichernschule) |
| 2007      | Hauke Moll (Walddörfer SV)           | Kirsten Töllner (SSV Wichernschule)   | Niclas Lelling (VfL 93 Hamburg) Stephan Schütt (SSV Wichernschule)    | Caroline Huhmann (Horner TV) Linn Engelmann (VfL 93 Hamburg)              | Alex Schulz (SSV Wichernschule) Sarah Schran (SSV Wichernschule)         |
| 2008      | Niclas Lelling (VfL 93 Hamburg)      | Caroline Huhmann (Horner TV)          | Niclas Lelling (VfL 93 Hamburg) Malte Grenda (VfL 93 Hamburg)         | Linn Engelmann (VfL 93 Hamburg) Sarah Schran (SSV Wichernschule)          | Niclas Lelling (VfL 93 Hamburg) Linn Engelmann (VfL 93 Hamburg)          |
| 2009      | Matthias Redlich (SSV Wichernschule) | Caroline Huhmann (Horner TV)          | Mirco Steckel (VfL 93 Hamburg) Malte Grenda (VfL 93 Hamburg)          | Caroline Huhmann (Horner TV) Helle Kicklitz (Horner TV)                   | Matthias Redlich (SSV Wichernschule) Sarah Schran (SSV Wichernschule)    |
| 2010 2011 | keine Daten                          | keine Daten                           | keine Daten                                                           | keine Daten                                                               | keine Daten                                                              |
| 2012      | Niklas König (SG FTV-HSV-VfL 93)     | Yvonne Li (Hamburger SV)              | Marc Flato (Horner TV) Rasmus Zander (VfL 93 Hamburg)                 | Karen Neumann (VfL 93 Hamburg) Linn Engelmann (VfL 93 Hamburg)            | Marc Flato (Horner TV) Julia Bantin (Horner TV)                          |
| 2013 2014 | keine Daten                          | keine Daten                           | keine Daten                                                           | keine Daten                                                               | keine Daten                                                              |
| 2015      | Mats Hukriede (Horner TV)            | Marina Korsch (TSV Trittau)           | Ary Trisnanto (TSV Trittau) Senatria Agus Setia Putra (TSV Trittau)   | Marina Korsch (TSV Trittau) Lilli Gellersen (TSV Trittau)                 | Senatria Agus Setia Putra (TSV Trittau) Marina Korsch (TSV Trittau)      |
| 2016      | Alexander Semrau (Horner TV)         | Marina Korsch (TSV Trittau)           | Mats Hukriede (Horner TV) Finn Glomp (Horner TV)                      | Joyce Grimmn (VfL 93 Hamburg) Conny Paulsen (Farmsener TV)                | Lars Rieger (SSV Wichernschule) Joyce Grimmn (VfL 93 Hamburg)            |
| 2017      | Mathias Rasmussen (Horner TV)        | Pauline Lux (Hamburger SV)            | Mats Hukriede (Horner TV) Finn Glomp (Horner TV)                      | Charlotte Persson (TSV Trittau) Kaja Zabinski (TSV Trittau)               | Alexander Mernke (Horner TV) Conny Paulsen (Farmsener TV)                |
| 2018      | Alexander Mernke (Horner TV)         | Pauline Lux (Hamburger SV)            | Ary Trisnanto (TSV Trittau) Thomas Rinas (TSV Trittau)                | Sandra Grätz (Farmsener TV) Stina Hintze (Hamburger SV)                   | Ary Trisnanto (TSV Trittau) Charlotte Persson (TSV Trittau)              |
| 2019      | Sven Kreher (Farmsener TV)           | Marina Korsch (TSV Trittau)           | Mats Hukriede (Horner TV) Finn Glomp (Horner TV)                      | Pauline Lux (Hamburger SV) Conny Paulsen (Farmsener TV)                   | Alexander Mernke (TSV Trittau) Marina Korsch (TSV Trittau)               |
| 2021      | Mehran Zurek (SSV Wichernschule)     | Nora Reincke (SSV Wichernschule)      | Mehran Zurek (SSV Wichernschule) Rasmus Zander (SSV Wichernschule)    | Bente Eichhorn (SSV Wichernschule) Nora Reincke (SSV Wichernschule)       | Rasmus Zander (SSV Wichernschule) Conny Paulsen (SSV Wichernschule)      |
| 2022      | Alexander Strehse (TSV Trittau)      | Kora John (BC 68 Hamburg)             | Marco Hamann (Bahrenfelder TV von 1898) Yang Li (Wedeler TSV)         | Julia Bantin (Horner TV) Elena Villa Bokov (Horner TV)                    | Florian Selke (Horner TV) Lara-Sophie Dreessen (Horner TV)               |
| 2023      | Florian Selke (Horner TV)            | Nora Reincke (SSV Wichernschule)      | Moritz Naß (SSV Wichernschule) Mehran Zurek (SSV Wichernschule)       | Annika Kristina Meyer (TSV Trittau) Lisa Woidich (TSV Trittau)            | Mehran Zurek (SSV Wichernschule) Nora Reincke (SSV Wichernschule)        |
| 2024      | Alexander Strehse (TSV Trittau)      | Sheetal Sudarshan (BC 68 Hamburg)     | Jonathan Persson (TSV Trittau) Alexander Strehse (TSV Trittau)        | Isra Faradilla (TSV Trittau) Lisa Woidich (TSV Trittau)                   | Jonathan Persson (TSV Trittau) Isra Faradilla (TSV Trittau)              |